# Bus posterior o BSB
Es una interfaz similar a FSB pero está en ámbito de memoria caché. Refiriéndose a la arquitectura de microprocesadores de computadoras, un bus posterior (BSB) o back-side bus es un bus o interfaz que interconecta la memoria caché de nivel 1 (L1), el núcleo del procesador y la caché de nivel 2 (L2) a través de buses de direcciones y buses de datos. Su objetivo se basa en intercambiar la información que la CPU requiere para procesar y a su vez hace de unión entre los dos niveles de memorias caché.
Actualmente, existen las memorias de caché L3 (Level 3) por lo que se supone que se implementará y actualizará a medida que la nanotecnología avance.
- Datos: Q5735915